# Folies
Folies és un municipi francès situat al departament del Somme i a la regió dels Alts de França. L'any 2007 tenia 115 habitants.

## Demografia

### Població

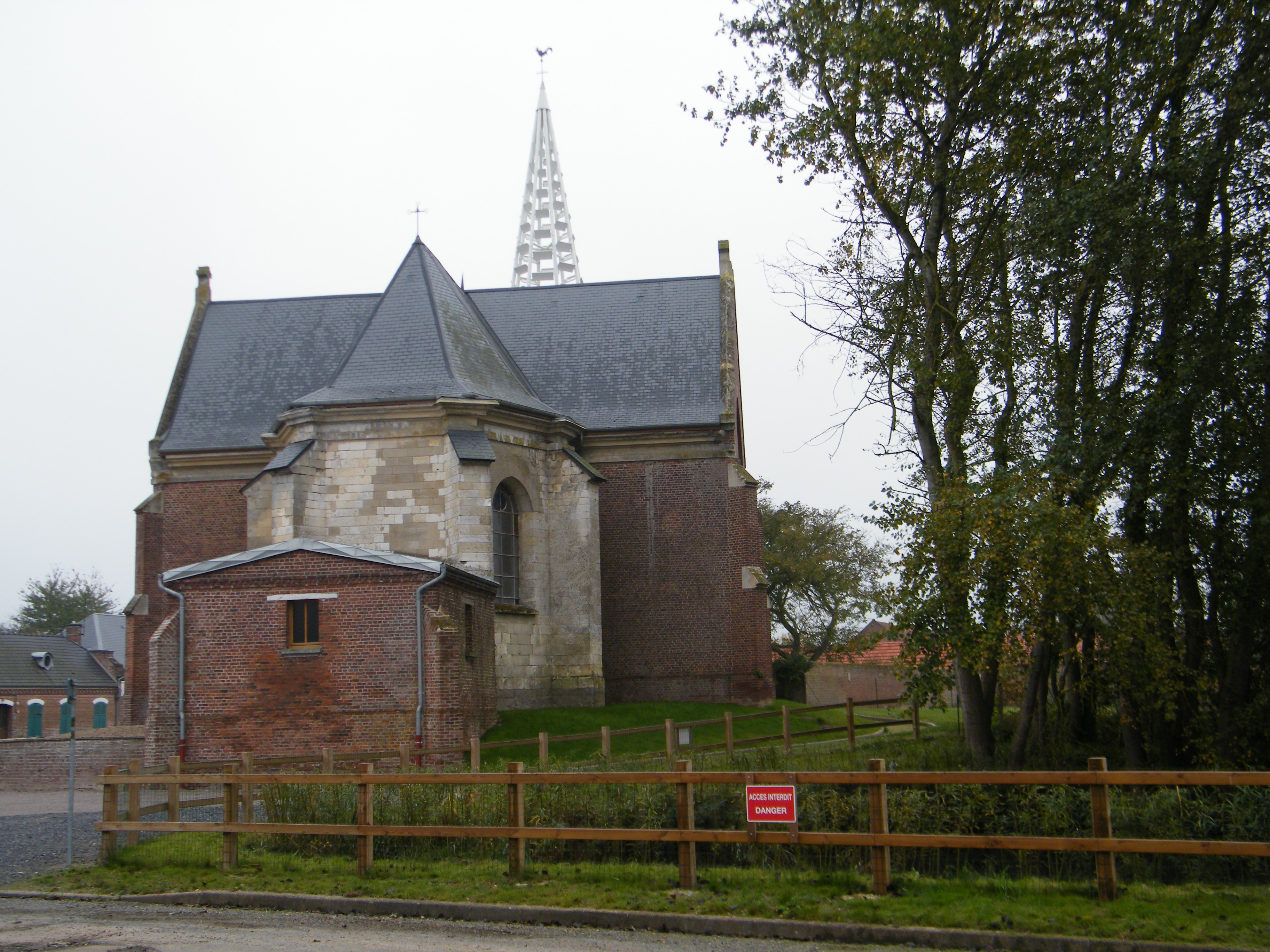

El 2007 la població de fet de Folies era de 115 persones. Hi havia 48 famílies de les quals 16 eren unipersonals (16 homes vivint sols), 8 parelles sense fills, 16 parelles amb fills i 8 famílies monoparentals amb fills.
La població ha evolucionat segons el següent gràfic:
Habitants censats

### Habitatges
El 2007 hi havia 56 habitatges, 45 eren l'habitatge principal de la família, 4 eren segones residències i 7 estaven desocupats. Tots els 56 habitatges eren cases. Dels 45 habitatges principals, 41 estaven ocupats pels seus propietaris i 4 estaven llogats i ocupats pels llogaters; 1 tenia dues cambres, 6 en tenien tres, 12 en tenien quatre i 26 en tenien cinc o més. 40 habitatges disposaven pel capbaix d'una plaça de pàrquing. A 24 habitatges hi havia un automòbil i a 16 n'hi havia dos o més.

### Piràmide de població
La piràmide de població per edats i sexe el 2009 era:
| Homes | Edats   | Dones |
| ----- | ------- | ----- |
| 0     | 95 o +  | 0     |
| 0     | 90 a 94 | 0     |
| 0     | 85 a 89 | 4     |
| 4     | 80 a 84 | 0     |
| 0     | 75 a 79 | 0     |
| 0     | 70 a 74 | 4     |
| 4     | 65 a 69 | 4     |
| 0     | 60 a 64 | 0     |
| 4     | 55 a 59 | 4     |
| 4     | 50 a 54 | 4     |
| 4     | 45 a 49 | 4     |
| 4     | 40 a 44 | 4     |
| 4     | 35 a 39 | 0     |
| 0     | 30 a 34 | 0     |
| 0     | 25 a 29 | 0     |
| 0     | 20 a 24 | 0     |
| 0     | 15 a 19 | 8     |
| 0     | 10 a 14 | 8     |
| 4     | 5 a 9   | 4     |
| 4     | 0 a 4   | 0     |

## Economia
El 2007 la població en edat de treballar era de 70 persones, 57 eren actives i 13 eren inactives. De les 57 persones actives 48 estaven ocupades (28 homes i 20 dones) i 9 estaven aturades (3 homes i 6 dones). De les 13 persones inactives 2 estaven jubilades, 3 estaven estudiant i 8 estaven classificades com a «altres inactius».
Activitats econòmiques
L'únic establiment que hi havia el 2007 era d'una entitat de l'administració pública.
L'any 2000 a Folies hi havia 6 explotacions agrícoles.

## Poblacions més properes
El següent diagrama mostra les poblacions més properes.